# Les filles del califat
Les filles del califat (títol original, Rabia) és una pel·lícula de suspens de 2024 de producció francesa, belga i alemanya. És dirigida per Mareike Engelhardt. S'ha doblat i subtitulat al català.

## Repartiment
- Megan Northam: Rabia
- Lubna Azabal: Madame
- Natacha Krief: Laïla
- Lena Lauzemis: Oum Maryam
- Klara Wöedermann: Oum Mikaïl
- Maria Wöedermann: Oum Mansour
- Andranic Manet: el combatent
- Christine Gautier